# 美麗傳說2星願
《美麗傳說2星願》，香港亞洲電視製作的電視劇，於2005年首播，全劇共32集，由陳煒、陳法蓉、應采兒、江欣燕、孫耀威、黃浩然及萬梓良主演，以無綫電視藝員訓練班、新秀歌唱大賽和80年代香港小姐競選為基礎表達演員奮鬥歷程。監製鄭偉文，製作人王晶。此劇集當年是亞視的台慶劇，收視率被各界看好，最後平均只取得5點，成績差強人意。

## 演員表
| 演員   | 角色       | 暱稱/關係                                          |
| 陳 煒  | 雷劍芳     | 雷姐、阿雷 舞台天 雷劍屏之妹 暗戀梁福華 影射梅艷芳 |
| 陳法蓉 | 侯嘉瑩     | 與林兆偉相戀 蔣曼妮之情敵 影射劉嘉玲               |
| 應采兒 | 蔣曼妮     | 喜歡林兆偉 侯嘉瑩之情敵 影射張曼玉                 |
| 江欣燕 | 吳德嫻     | 影射吳君如                                         |
| 孫耀威 | 林兆偉     | 與梁福華亦敵亦友 影射梁朝偉                        |
| 黃浩然 | 梁福華     | 與林兆偉亦敵亦友 雷劍芳之暗戀對象 影射劉德華       |
| 萬梓良 | 展鴻圖     | 富豪 追求侯嘉瑩 影射劉鑾雄                         |
| 秦啟維 | 神童輝     | 影射羅兆輝                                         |
| 張啟樂 | 遲星天     | 林兆偉好友 影射周星馳                              |
| 珈 潁  | 魚若歡     | 梁福華的台灣女友 影射喻可欣                        |
| 梁思浩 | Gary Au    | 設計師 影射劉培基                                  |
| 葛民輝 | 至曳哥     | 影射曾志偉                                         |
| 黃璦瑤 | 雷劍屏     | 雷劍芳之姊 影射梅愛芳                              |
| 陳寶轅 | 德 米      | 歌手 吳德嫻男友 影射杜德偉                         |
| 梁皓楷 | 唐家衛     | 著名導演 林兆偉、梁福華之好友 影射王家衛           |
| 樓南光 | 肥 叔      | 電視台監製 影射王天林                              |
| 鄭恕峰 | 楊 總      | 電視台高層                                         |
| 曾瑋明 | 黑 哥      | 影射柯受良                                         |
| 李尚義 | 朱利昂     | 侯嘉瑩男友，後來分手 影射許晉亨                    |
| 歐騰駿 | Jack So    | 與食腦組成「跳舞二人組」 影射草蜢                  |
| 蔡國威 | 食 腦      | 與Jack So組成「跳舞二人組」 影射草蜢               |
| 蕭鍵鏗 | 劉老師     | 影射劉芳剛                                         |
| 彭偉華 | Jessy      | 男歌手 雷劍芳好友 影射張國榮                       |
| 葉山豪 | 影射趙文卓 |                                                    |
| 何華超 | 文武       | 影射林國斌                                         |
| 郭家頤 | 莊莉莉     | 影射朱麗倩                                         |
| 陳靖允 | Y Y        | 影射俞琤                                           |
| 黃子雄 | 李修成     | 影射李修賢                                         |
| 江 圖  | 雷老二     |                                                    |
| 李子奇 | 賜 官      | 影射劉天賜                                         |
| 吳瑞庭 | Henry      |                                                    |
| 李可瑩 | 譚日英     | 影射譚玉瑛                                         |
| 黃素歡 | 司 儀      |                                                    |

## 特别篇
亞洲電視數碼媒體於2021年將本劇重新剪輯，以個人傳記形式交代劇中三位女主角在娛樂圈的經歷（即梅艷芳、劉嘉玲、張曼玉本人的故事），遂成三輯各長90分鐘的特别篇，並上傳到YouTube讓網民免費收看。